# Delict
Delict is een begrip uit het recht en het spraakgebruik dat verschillende betekenissen heeft, al naargelang van het rechtsstelsel, de samenleving en de periode waarover men spreekt. In het huidige Belgisch en Nederlands strafrecht wordt er veelal een licht strafbaar feit mee aangeduid, ook wel overtreding genoemd, maar het kan ook gaan om gedrag dat handelt tegen in andere wetten gegeven regels, zoals de Milieuwet- en regelgeving of de Arbeidsomstandighedenwet. Met de term milieudelict kan een economisch misdrijf bedoeld zijn.
In het Romeins recht werd het begrip delict gebruikt om rechtshandelingen aan te duiden die tegen gemaakte afspraken ingingen of tegen algemene regels en verplichtingen uit het civiele recht, het ius in rem. Als vergelding moest door de overtreder een vorm van schadevergoeding aan de benadeelde worden voldaan, dat kon bestaan uit betaling van een geldbedrag, het herstellen van de schade of zelfs het toebrengen van dezelfde schade (oog om oog, tand om tand principe).